# Duc de Bellune
Le titre de duc de Bellune a été créé en septembre 1808 par Napoléon Ier pour le maréchal Victor, en référence à la ville italienne de Belluno (Bellune en français) en Vénétie.
1. 1808-1841 : Claude-Victor Perrin, dit Victor (1764-1841)
2. 1841-1853 : Napoléon Victor François Perrin, duc de Bellune (1796-1853), fils du précédent
3. 1853-1907 : Victor François Marie Perrin, duc de Bellune  (1828-1907), fils du précédent
4. 1907-1917 : Jules Perrin, duc de Bellune (1870-1917), fils du précédent. Ce dernier, chanoine de Saint-Gatien de Tours, ne porta jamais ce titre en raison de son statut ecclésiastique.